# CA-2321
CA-2321 es el nombre de una carretera de la provincia de Cádiz, en los términos municipales de San Roque y La Línea de la Concepción. Es conocida como la Carretera de las Industrias, al unir varios polígonos industriales de la zona.
Va desde Guadarranque hasta el Polígono Gran Sur de La Línea. Sirve como acceso al Puerto de Guadarranque y la central térmica de San Roque. Posteriormente pasa sobre el río Cachón mediante un puente de la época romana, que da nombre a la barriada de Puente Mayorga. Tras cruzar a la CA-34 y pasar el campamento militar de San Roque llega al Polígono Campamento y el Polígono Gran Sur, donde termina en una rotonda en un cruce con la Ronda Norte de La Línea de la Concepción.
Es además la principal vía de acceso a los barrios de La Colonia y Junquillo de La Línea, y sirve como alternativa a la N-351 a su paso por Campamento.